# 蝶花荚蒾
蝶花荚蒾（学名：Viburnum hanceanum）为五福花科荚蒾属的植物，为中国的特有植物。分布在中国大陆的江西、广东、福建、广西、湖南等地，生长于海拔200米至800米的地区，多生长于山谷溪流旁和灌木丛中，目前尚未由人工引种栽培。